# Никольская, Татьяна Николаевна
Татьяна Николаевна Нико́льская (14 августа 1919, Самара, РСФСР — 8 октября 2001, Москва) — советский и российский археолог, кандидат исторических наук, сотрудник института археологии АН СССР.

## Биография
Родилась в семье театральных работников. Среднюю школу окончила в посёлке Малаховка Московской области, где семья жила с 1928 года. В 1941 году окончила исторический факультет МГУ им. М. В. Ломоносова. После окончания университета по распределению уехала в Сыктывкар, где работала научным сотрудником в краеведческом музее. Затем заведовала отделом археологии этого музея. В 1946 году окончила аспирантуру Института истории материальной культуры и работала сотрудником этого института до выхода на пенсию в 1989 году.

## Научная деятельность
Кандидатскую диссертацию защитила в 1947 году по теме «Курганы Верхнего Поволжья X—XIII вв.». С 1940 года являлась участником (ещё будучи студенткой) археологических экспедиций в Московской и Новгородской областях. С 1948 года вела самостоятельные раскопки в Новгородской, Калужской, Курской, Орловской областях. Археологическая деятельность тесно связана с Орловским областным краеведческим музеем. Основная научная специализация направлена на изучение древнерусских археологических памятников бассейна Оки на Орловщине. Своеобразие верхнеокских памятников позволило выделить их в отдельную археологическую культуру. Данные, полученные при раскопках поселений восточных славян, Т. Н. Никольская сопоставляла с различными летописными сведениями.
В 1952—1953 годах вела раскопки городища и курганов у деревни Шуклинка близ современного Курска. С 1959 года проводила раскопки городищ Кудеярова Гора и Лысая Гора в Курской области. В последующие годы занималась фундаментальным изучением археологических памятников Окского бассейна. Известные раскопки городищ и курганов: Серенск, Слободка на реке Навле (предполагаемый город Болдыж), Кромы, Воротынцево (предполагаемый город Воротынск), Новосильское, Мценское, Синюково (на реке Чернь) Тульской области, у села Гать Орловского района, Свинухово, Борилово (Болховский район) и многие др.. На территории только Орловской области в 1950-е годы были обследованы 49 памятников археологии.
Некоторые известные работы Т. Н. Никольской: «Городище Слободка XII—XIII вв. К истории древнерусского градостроительства в Земле вятичей», «Земля вятичей. К истории населения бассейна верхней и средней Оки в IX—XIII вв.». Работа «Культура племён бассейна верхней Оки в I тысячелетии н. э.» до сих пор является основной по истории верхнеокской культуры. Итогом работ явилась классификация археологических памятников, объединение их в хронологические группы, время возникновения городищ и селищ, подробное описание курганов. Т. Н. Никольской удалось показать своеобразие культуры племён бассейна верхней Оки и сделать вывод, что культура верхнеокских племён ближе к культуре племён древних балтов бассейна верхнего Днепра, чем угро-финнов верхней Волги. Обследования городищ показали, что в XII—XIII вв. на вятичской земле происходит расцвет материальной и духовной культуры населения, связанный с развитием пашенного земледелия, ремёсел, торговли.

## Основные работы

### Монографии
- Никольская Т. Н. Культура племён бассейна Верхней Оки в I тысячелетии н. э. / Материалы и исследования по археологии СССР. Том 72. — М.-Л.: Академия наук СССР, 1959. — 150 с.
- Никольская Т. Н. Земля вятичей: К истории заселения бассейна верхней и средней Оки в IX—XIII вв. — М.: Наука, 1981. — 296 с.
- Никольская Т. Н. Городище Слободка XII—XIII вв.: К истории древнерусского градостроительства в земле вятичей. — М.: Наука, 1987. — 187 с.

### Статьи в КСИИМК/КСИА
| - Никольская Т. Н. Археологические исследования в Орловской области // Краткие сообщения Института истории материальной культуры. — М.-Л.: Академия наук СССР, 1954. — Вып. 53. — С. 91—104. - Никольская Т. Н. Археологические раскопки в 1961—1962 гг. в Калужской области // Краткие сообщения Института археологии. — М.: Наука, 1964. — Вып. 102. — С. 75—81. - Никольская Т. Н. Военное дело в городах земли вятичей (по материалам древнерусского Серенска) // Краткие сообщения Института археологии. — М.: Наука, 1974. — Вып. 139. — С. 34—42. - Никольская Т. Н. Городище у деревни Свинухово // Краткие сообщения Института истории материальной культуры. — М.-Л.: Академия наук СССР, 1953. — Вып. 49. — С. 86—96. - Никольская Т. Н. Древнерусский Серенск — город вятических ремесленников // Краткие сообщения Института археологии. — М.: Наука, 1971. — Вып. 125. — С. 73—81. - Никольская Т. Н. К истории древнерусского города Серенска // Краткие сообщения Института археологии. — М.: Наука, 1968. — Вып. 113. — С. 108—116. - Никольская Т. Н. К этнической истории бассейна Верхней Оки // Краткие сообщения Института археологии. — М.: Наука, 1966. — Вып. 107. — С. 9—16. - Никольская Т. Н. Курганы Верхней Волги X—XIII вв. // Краткие сообщения Института истории материальной культуры. — М.-Л.: Академия наук СССР, 1948. — Вып. 23. — С. 102—104. - Никольская Т. Н. Новые данные к истории Серенска // Краткие сообщения института археологии. — М.: Наука, 1986. — Вып. 187. — С. 41—51. - Никольская Т. Н. О летописных городах в земле вятичей // Краткие сообщения института археологии. — М.: Наука, 1972. — Вып. 129. — С. 3—13. | - Никольская Т. Н. О поселениях раннего железного века в бассейне Десны и Верхней Оки // Краткие сообщения Института археологии. — М.: Наука, 1969. — Вып. 119. — С. 14—23. - Никольская Т. Н. Работа Верхнеокской археологической экспедиции (1960—1961 гг.) // Краткие сообщения Института археологии. — М.: Академия наук СССР, 1963. — Вып. 96. — С. 25—31. - Никольская Т. Н. Раскопки Серенского городища в 1969 году // Краткие сообщения Института археологии. — М.: Наука, 1973. — Вып. 135. — С. 80—85. - Никольская Т. Н. Сельские поселения земли вятичей // Краткие сообщения Института археологии. — М.: Наука, 1977. — Вып. 150. — С. 3—10. - Никольская Т. Н. Хронологическая классификация верхневолжских курганов // Краткие сообщения Института истории материальной культуры. — М.-Л.: Академия наук СССР, 1949. — Вып. 30. — С. 31—41. - Никольская Т. Н. Шуклинское городище // Краткие сообщения Института истории материальной культуры. — М.: Академия наук СССР, 1958. — Вып. 72. — С. 66—76. - Никольская Т. Н. Этнические группы Верхнего Поволжья XI—XIII вв. // Краткие сообщения Института истории материальной культуры. — М.-Л.: Академия наук СССР, 1949. — Вып. 24. — С. 78—83. - Никольская Т. Н., Полубояринова М. Д. Раскопки древнерусских городищ Орловской области // Краткие сообщения Института археологии. — М.: Наука, 1967. — Вып. 110. — С. 63—72. - Борисевич Г. В., Никольская Т. Н. Один из памятников древнерусского градостроительства // Краткие сообщения Института археологии. — М.: Наука, 1978. — Вып. 155. — С. 19—25. |

### Статьи в других изданиях
| - Никольская Т. Н. Воротынск // Древняя Русь и славяне. — М.: Наука, 1978. — С. 118—128. - Никольская Т. Н. Городище у дер. Николо-Ленивец (Раскопки 1954—1958 гг.) // Советская археология. — 1962. — № 1. — С. 221—240. - Никольская Т. Н. Древнерусские городища на территории вятичей // Археологические открытия 1965 года. — М.: Наука, 1966. — С. 171—173. - Никольская Т. Н. Древнерусское селище Лебедка // Советская археология. — 1957. — № 3. — С. 176—197. - Никольская Т. Н. Итоги работ советских археологов за 1946—1950 гг. // Вестник древней истории. — 1951. — № 4 (38). — С. 220—227. - Никольская Т. Н. К вопросу о феодальных «замках» в земле вятичей // Культура древней Руси. — М.: Наука, 1966. — С. 184—190. - Никольская Т. Н. К истории домостроительства у племен бассейна Верхней Оки (с середины I тысячелетия до н. э. до середины I тысячелетия н. э.) // Древние славяне и их соседи. — М.: Наука, 1970. - Никольская Т. Н. К исторической географии земли вятичей // Советская археология. — 1972. — № 4. — С. 158—170. | - Никольская Т. Н. К пятисотлетию «стояния на Угре» // Советская археология. — 1980. — № 4. — С. 102—119. - Никольская Т. Н. Кузнецы железу, меди и серебру от вятич // Славяне и Русь. — М.: Наука, 1968. — С. 122—132. - Никольская Т. Н. Литейные формочки древнерусского Серенска // Культура средневековой Руси. — Л.: Наука, 1974. — С. 40—46. - Никольская Т. Н. Литейные формочки с надписями из древнерусского города Серенска // Советская археология. — 1974. — № 1. — С. 237—240. - Никольская Т. Н. Раскопки на городище Спас-Городок // Археологические открытия 1979 года. — М.: Наука, 1980. — С. 67—68. - Никольская Т. Н. Редкая находка из Серенска // Древности славян и Руси. — М.: Наука, 1988. — С. 45—47. |